# Helena Lindegren
Sara Helena Lindegren, född 2 juli 1978 i Sankt Olovs församling, Skellefteå, är en svensk skådespelare och författare.

## Biografi
Lindegren är uppvuxen i Ålund i Byske socken i Skellefteå kommun. Hon inledde sin karriär vid Västerbottensteatern i Skellefteå, följt av Profilteatern i Umeå och Jämtlands länsteater i Östersund. Hon har arbetat med improvisationsteater vid Stockholms improvisationsteater sedan 2008. År 2017 var hon en i ensemblen vid uppsättningen av Mattias Franssons pjäs Hålet vid Orionteatern och 2019 medverkade hon i Martina Montelius version av Hans och Greta på samma scen. Vid sidan av teaterengagemangen har Lindegren haft flera roller på film och TV.
Sedan 2022 medverkar hon i radioprogrammet På minuten.
Under 2024 var hon sidekick till Fredrik Lindström under hans turné med den humoristiska föreställningen "Stora dialektshowen" som kretsade kring dialekter och språkvariationsfrågor. År 2024 debuterade hon som författare med romanen I stort sett mänsklig på Norstedts förlag.

## Filmografi (i urval)
- 2024 – Från Trakten säsong2 (TV-serie)
- 2022 – Från Trakten (TV-serie)
- 2016 – Midnattssol (TV-serie)
- 2018–2019 – Andra åket (TV-serie)
- 2019 – Bonusfamiljen (TV-serie)
- 2019 – Filip och Mona (TV-serie)
- 2019–2021 – Leif & Billy (TV-serie)
- 2020 – Dejta (TV-serie)
- 2020 – Rebecka Martinsson (TV-serie)
- 2020 – Spring Uje spring
- 2020 – Berts dagbok
- 2020 – Beck – Utom rimligt tvivel (TV-serie)
- 2021 – LasseMajas detektivbyrå (TV-serie)
- 2022 – Göta kanal 4 – Vinna eller försvinna
- 2022 – Vuxna människor (TV-serie)
- 2022 – Äntligen! (TV-serie)
- 2023 – Från trakten (TV-serie)
- 2025 – Håkan Bråkan 003

## Teater

### Roller (ej komplett)
| År   | Roll | Produktion                       | Regi                    | Teater                 |
| ---- | ---- | -------------------------------- | ----------------------- | ---------------------- |
| 2017 |      | Hålet Mattias Fransson           | Mattias Fransson        | Orionteatern           |
| 2019 |      | Hans och Greta Martina Montelius | Sally Palmqvist Procopé | Dramaten/ Orionteatern |